# Audi R8 (racerbil)

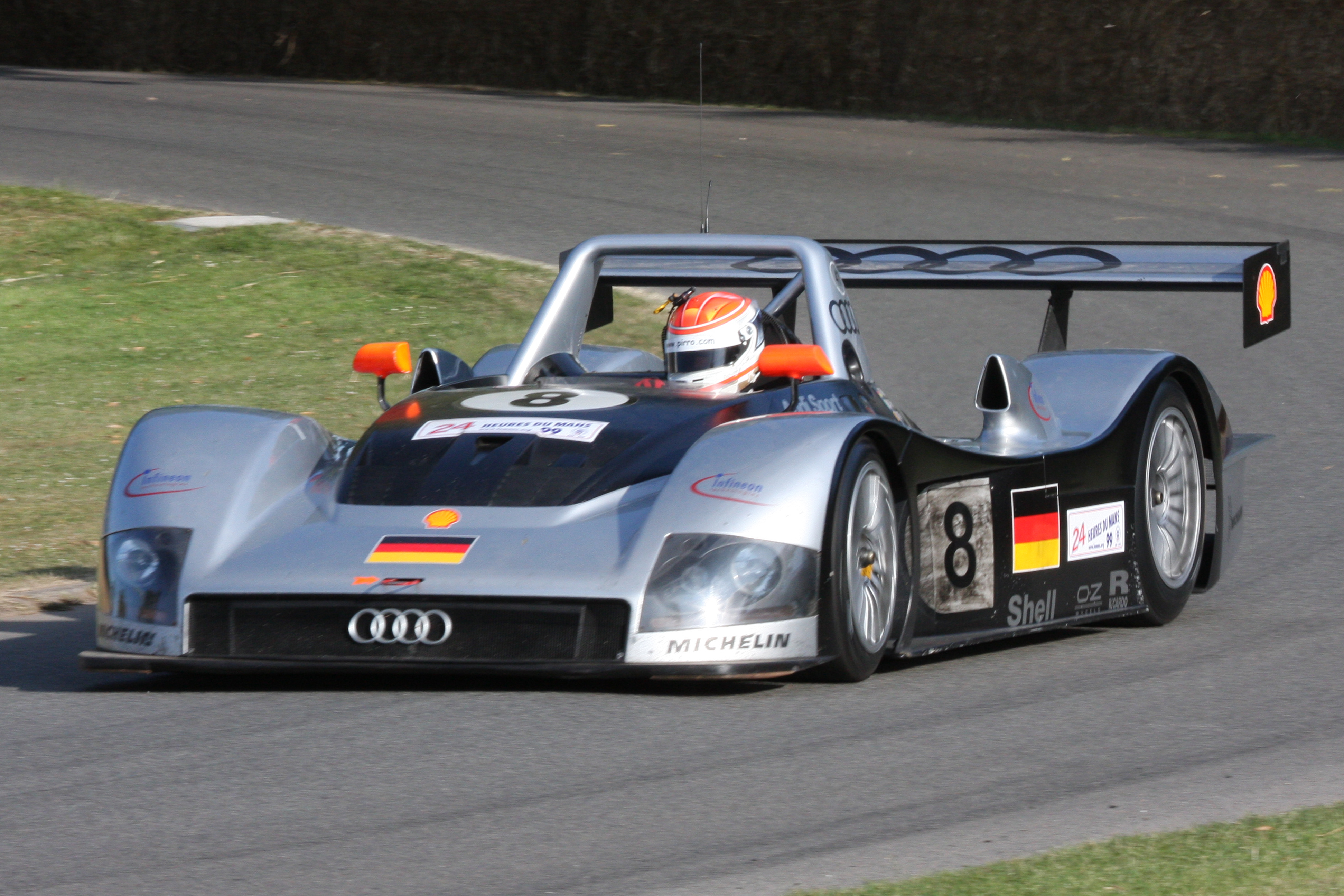
Audi R8R 1999

Audi R8 är en sportvagnsprototyp tillverkad av den tyska biltillverkaren Audi mellan 1999 och 2005.

## Audi R8R / R8C
Mot slutet av 1990-talet beslutade Audi att köra sportvagnsracing i American Le Mans Series och Le Mans 24-timmars. Den första bilen, Audi R8R, visades 1998 och var klar för tävling året därpå. Det var en öppen bil avsedd för LMP-klassen. Audi hade engagerat toppstallet Joest Racing, som redan vunnit Le Mans fyra gånger med Porsche för att hjälpa till med utvecklingen och sköta tävlingsverksamheten. Chassit byggdes av racingspecialisten Dallara. Motorn var en V8 på 3,6 liter med ett turboaggregat per cylinderbank. Den har direktinsprutning, på VW-Audi-språk kallat FSI.
Inför Le Mans-loppet 1999 presenterade Automobile Club de l'Ouest en ny klass för täckta prototyper för att ersätta GT1-klassen. Audi tog då fram även en täckt bil, kallad Audi R8C,  för den nya LMGTP-klassen, i samarbete med brittiska Racing Technology Norfolk. R8C hade i princip bara drivlinan gemensam med R8R. Kaross och chassi var anpassad för LMGTP-reglementet, som bland annat hade smalare däck än de öppna bilarna. Däremot tillät reglementet en större restriktor i insugsröret, vilket gav högre toppeffekt.
R8C-modellen hade en misslyckad tävling på Le Mans och Audi valde att koncentrera sina resurser på den öppna bilen. Erfarenheterna kom dock till användning vid utvecklingen av systerbilen Bentley Speed 8.

## Audi R8
Baserat på erfarenheterna från den första säsongen tog Audi fram en ny bil till år 2000, kallad Audi R8. Drivlinan fick nöja sig med lättare modifieringar, medan chassi och kaross var helt nya. Bilen vidareutvecklades i detalj fram till säsongen 2002, då Audi drog tillbaka sitt fabriksstall och överlät tävlandet på privatteamen istället.
Audi R8:s sista säsong blev 2005. Reglementet hade ändrats och R8:n körde med dispens, vilket bland annat betydde att motoreffekten ströps med mindre restriktor i insugsröret.

## Tekniska data
| Tekniska data         | Audi R8R '99                                                          | Audi R8 '00                                                           | Audi R8 '05                                                           |
| --------------------- | --------------------------------------------------------------------- | --------------------------------------------------------------------- | --------------------------------------------------------------------- |
| Motor:                | Mittmonterad 8-cylindrig 90° V-motor med biturbo                      | Mittmonterad 8-cylindrig 90° V-motor med biturbo                      | Mittmonterad 8-cylindrig 90° V-motor med biturbo                      |
| Cylindervolym:        | 3596 cm³                                                              | 3596 cm³                                                              | 3596 cm³                                                              |
| Borrning x slaglängd: | 85,0 x 79,2 mm                                                        | 85,0 x 79,2 mm                                                        | 85,0 x 79,2 mm                                                        |
| Max effekt:           | 610 hk vid 6 300 v/min                                                | 610 hk vid 6 300 v/min                                                | 520 hk vid 6 300 v/min                                                |
| Max vridmoment:       | 700 Nm                                                                | 700 Nm                                                                |                                                                       |
| Ventilstyrning:       | Dubbla överliggande kamaxlar per cylinderrad, 4 ventiler per cylinder | Dubbla överliggande kamaxlar per cylinderrad, 4 ventiler per cylinder | Dubbla överliggande kamaxlar per cylinderrad, 4 ventiler per cylinder |
| Bränslesystem:        | Direktinsprutning                                                     | Direktinsprutning                                                     | Direktinsprutning                                                     |
| Växellåda:            | 6-växlad manuell                                                      | 6-växlad manuell                                                      | 6-växlad manuell                                                      |
| Hjulupphängning:      | Dubbla tvärlänkar, horisontellt liggande skruvfjädrar                 | Dubbla tvärlänkar, horisontellt liggande skruvfjädrar                 | Dubbla tvärlänkar, horisontellt liggande skruvfjädrar                 |
| Bromsar:              | Keramiska skivbromsar                                                 | Keramiska skivbromsar                                                 | Keramiska skivbromsar                                                 |
| Chassi & kaross:      | Självbärande kolfibermonoqocue                                        | Självbärande kolfibermonoqocue                                        | Självbärande kolfibermonoqocue                                        |
| Hjulbas:              | 270 cm                                                                | 273 cm                                                                | 274 cm                                                                |
| Torrvikt:             | 900 kg                                                                | 900 kg                                                                | 900 kg                                                                |

## Tävlingsresultat
Audi R8R lyckades komma in på tredje och fjärde plats i sitt första Le Mans-lopp 1999. De två R8C-bilarna däremot bröt tävlingen.
Den vidareutvecklade Audi R8 är en sällsynt framgångsrik tävlingsbil som vann American Le Mans Series sex år i rad mellan 2000 och 2005. Modellen vann även europeiska Le Mans Series 2004.
Största framgången är ändå modellens fem vinster på Le Mans (2000, 2001, 2002, 2004 och 2005). Mest framgångsrike Audi-förare är Tom Kristensen som var med och vann alla fem loppen.